# Corante ácido
Corante ácido é um membro da classe de corantes o qual é aplicado por meio de uma solução ácida. Em casa ou estúdio de arte, o ácido usado no banho corante é por exemplo o vinagre (ácido acético) ou o ácido cítrico. A taxa de absorção do corante cresce em proporção à salinidade da água: normalmente massivas quantidades de cloreto de sódio são adicionadas ao banho corante.
Em têxteis, corantes ácidos são efetivos sobre fibras proteicas, por exemplo pelos animais como a lã, alpaca e mohair. Eles também são efetivos sobre seda. Eles são efetivos em tingir as fibras sintéticas como o nylon mas de mínimo interessse no tingimento de qualquer outra fibra sintética.
Corantes ácidos são geralmente divididos em três classes(Rayanna) as quais dependem da rapidez requerida, propriedades do nível de tingimento e economia. As classes geralmente dependem do tipo de fibra a ser colorida e do processo usado.
Corantes ácidos são capazes de se fixar às fibras por ligações de hidrogênio. Eles são normalmente comercializados na forma de sal sódico. Proteína de fibras protêica animal e fibras sintéticas como o nylon contém muitas posições catiônicas aonde se dará a atração das moléculas aniônica do corante. A força destas ligações é associada a tendência do solvente não dissolver-se em água após a fixação na fibra, ou sua estabilidade.

## Estruturas Químicas
Algumas estruturas químicas básicas que por alterações dão corantes ácidos são:

Antraquinona.

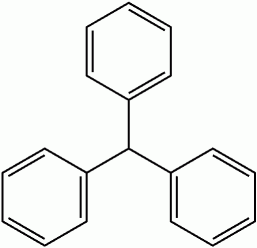
Trifenilmetano.

- Antraquinonas

- Trifenilmetanos

right|thumbnail|200px|Um azo-composto típico, 4-hidroxifenilazobenzeno.
- Azo-Compostos